# Othnielmarshia
Othnielmarshia és un gènere extint de mamífers notoungulats de la família dels henricosbòrnids que visqueren a Sud-amèrica des del Paleocè superior fins a l'Eocè, fa entre 41,3 i 57 milions d'anys. Se n'han trobat restes fòssils a la província argentina de Chubut. Les espècies d'aquest grup eren notoungulats menuts dotats de dents de corona baixa. Li manca l'entocònid típic dels notoungulats a les dents molars inferiors. Fou anomenat en honor del paleontòleg estatunidenc Othniel Charles Marsh.